# جوشیدن

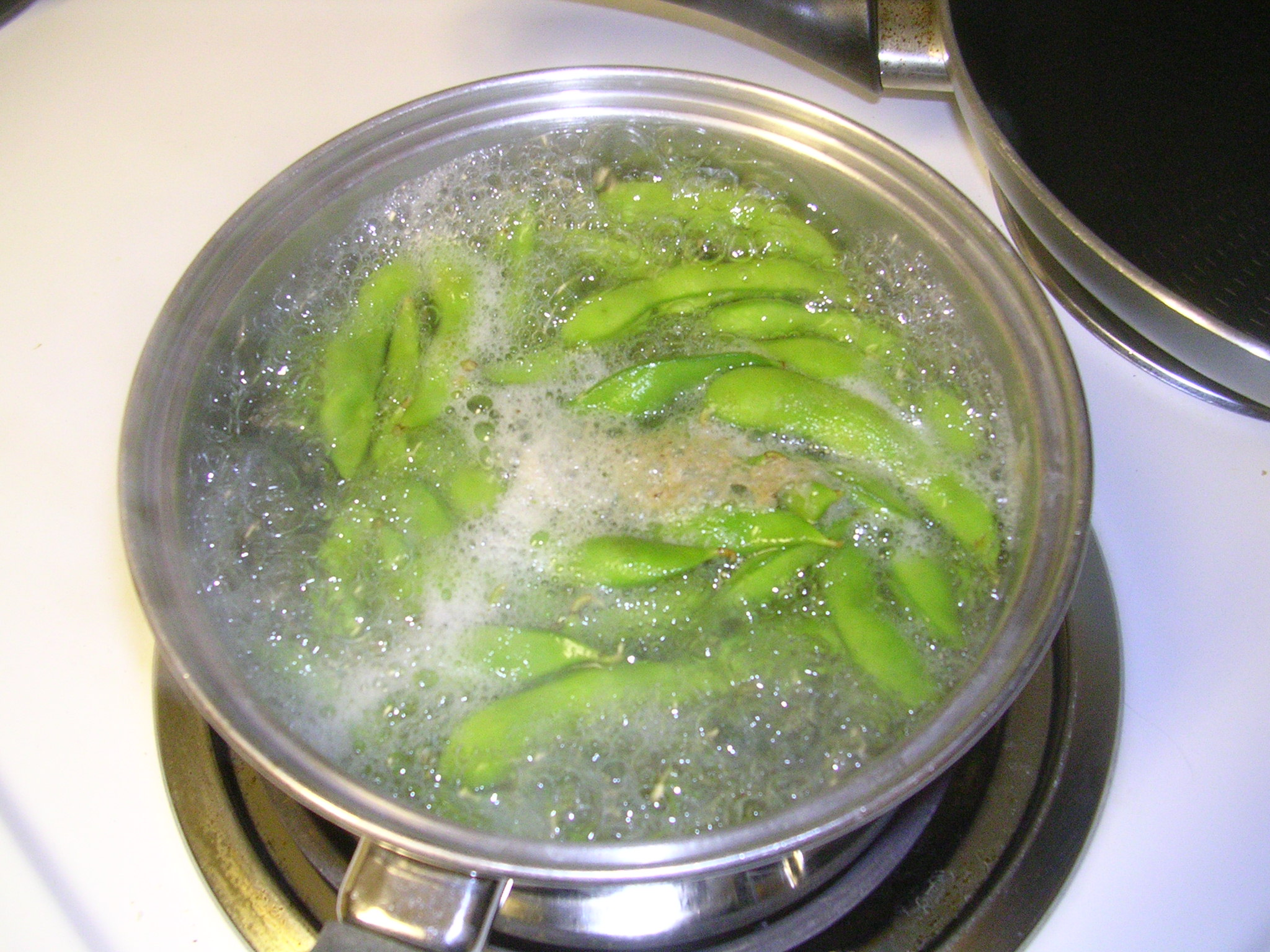
آب‌پز کردن

جوشیدن (به انگلیسی: Boiling) به پدیده تبخیر سریع مایع جوشیدن گویند و هنگامی است که مایع به نقطه جوش خود برسد.
این پدیده گوناگونی کاربری گسترده‌ای از خوراک تا صنایع بزرگ دارد.

## خوراک
آب‌پز کردن (به انگلیسی: Boiling) یکی از روش‌های پخت‌وپز است. در این روش موادغذایی در آب جوش پخته می‌شوند. این روش با آب‌پزی ملایم تفاوت زیادی دارد. هدف در این روش تنها استفاده از حرارت آب جهت پخت مواد است ممکن است گاهی کمی نمک هم به آب جوش اضافه شود اما به استثنای نمک مواد مزه‌دهندهٔ دیگری به آب جوش افزوده نمی‌شود. درجهٔ جوش آب ۱۰۰ درجهٔ سانتیگراد و ۲۱۲ درجهٔ فارنهایت است. مواد غذایی بعد از جوش آمدن آب به آن افزوده می‌شوند و معمولاً پس از پختن مواد آب به دور انداخته می‌شود ولی در مورد برخی از مواد غذایی مانند برخی از غلات ممکن است آب بعد از پختن غله نوشیده شود. نکته‌ای که لازم است مورد توجه قرار بگیرد اینست به علت حل شدن مواد مغذی مختلف در آب مانند ویتامین‌ها، مواد نباید بیش از حد آب پخته شوند.

## انتقال گرما
تبخیر در فصل مشترک جامد – مایع را جوشش می‌گویند. این فرایند وقتی روی می‌دهد که دمای سطح از دمای اشباع متناظر با فشار مایع بیشتر شود. گرما از سطح جامد به مایع منتقل می‌شود، و قانون سرمایش نیوتن به صورت زیر می‌باشد:

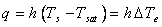

که در آن دلتا C را دمای مازاد می‌گویند. فرایند با تشکیل حباب‌های بخار، که رشد می‌کنند و پشت سرهم از سطح جدا می‌شوند، مشخص می‌شود. رشد و تحرک حباب‌های بخار، به شکل پیچیده‌ای، به دمای مازاد، ماهیت سطح، و خواص ترمودینامیکی سیال، از قبیل کشش سطحی بستگی دارد. همچنین تشکیل حباب بخار بر حرکت سیال نزدیک سطح، و لذا بر ضریب انتقال گرما، به شدت تأثیر می‌گذارد
جوشش می‌تواند در شرایط مختلفی روی دهد؛ مثلاً، در جوشش استخری، مایع ساکن است و حرکت آن در نزدیک سطح بر اثر جابه جایی آزاد و آشفته ناشی از رشد و جدایی حباب از سطح می‌باشد؛ ولی در جوشش با جابه جایی واداشته حرکت سیال توسط عوامل خارجی و همچنین بر اثر جابه جایی آزاد و آشفتگی حبابی به وجود می‌آید. در ادامه تنها به جوشش استخری می‌پردازیم

### جوشش استخری
هر گاه دمای جسمی که در داخل مایع غوطه ور است مانند جداره یک ظرف از دمای اشباع سیال مرتبط با آن بیشتر باشد پدیده جوشش استخری مشاهده می‌شود. فرایند جوشش باتشکیل حباب‌های بخار مشخص می‌گردد، که این حباب‌ها بعد از رشد متوالی از سطح گرم جدا می‌شوند. رشد حباب‌ها به‌طور پیچیده‌ای به دمای اضافی، جنس سطح، خواص ترمودینامیکی سیال و کشش سطحی بستگی دارد. از طرفی نحوه تشکیل بخار و جوشش در سطح نیز بر انتقال حرارت مؤثر می‌باشد.
برای اولین بار نوکیاما با استفاده از وسیله آزمایشگاهی رژیم‌های مختلف جوشش استخری را تشخیص داد. شدت جریان حرارت از سیم نیکرومی افقی به آب اشباع، توسط اندازه‌گیری شدت جریانI و افت پتانسیل V تعیین می‌گردد. دمای سیم را نیز می‌توان با داشتن اطلاعاتی در مورد نحوه تغییر مقاومت الکتریکی با دما، به‌دست آورد. این آزمایش گرمایش با کنترل توان نام دارد، که در آن دمای سیم TW (بنابراین دمای اضافی (Te یک متغیر وابسته بوده و توان (بنابراین شدت جریان حرارت ( q یک متغیر مستقل می‌باشد. با دنبال کردن پیکان‌های منحنی گرمایش روشن است که با اعمال توان، شدت جریان حرارت همراه دمای اضافی افزایش پیدا می‌کند، که روند افزایش ابتدا آرام و سپس بسیار سریع است.

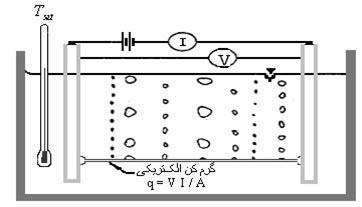
وسیله آزمایش نوکیاما

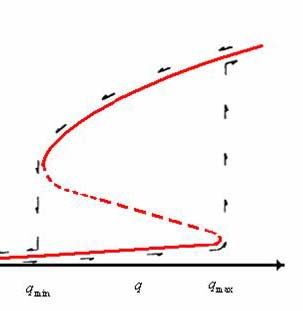
منحنی نوکیاما برای اشباع اب

نوکیاما مشاهده نمود که جوشش همچنان‌که از حضور حباب‌ها معلوم است تا زمانیکه Te = ۵ (درجه سانتیگراد) نشده‌است شروع نمی‌شود. با افزایش توان شدت جریان حرارت ناگهان افزایش قابل ملاحظه‌ای یافته و به ازای اندکی بیش از مقدار ماکزیمم qmax دمای سیم به نقطه ذوب نزدیک شده و منجر به پارگی سیم می‌شود.
نوکیاما با تکرار آزمایش با سیم پلاتینی که نقطه ذوب بالاتری داشت، توانست شدت جریان حرارت را بالاتر از مقدار ماکزیمم نگه دارد، بی‌آنکه پارگی سیم اتفاق افتد.
وقتی او تدریجاً توان را کاهش داد، تغییر q با Te از منحنی سرمایش پیروی نموده و هنگامی که شدت حرارت به مقدار می نیمم qmin رسید، در این صورت کاهش توان باعث افت ناگهانی دمای اضافی شده و فرایند طبق منحنی اصلی گرمایش تا نقطه اشباع ادامه می‌یابد.
نوکیاما اعتقاد داشت که این اثر هیسترزیس در نتیجه روش کنترل دما در گرمایش می‌باشد، که در آن Te متغیر وابسته است. وی همچنین به این نتیجه رسید که با استفاده از یک فرایند گرمایش که بتوان در آن Te را مستقیما کنترل نمود قسمت خط چین منحنی قابل حصول خواهد بود. فرضیه وی توسط درو Derw و مولر (Mueller بدین صورت دنبال شد، آن‌ها با تقطیر بخار در یک لوله با فشارهای مختلف توانستند مقدار Te را برای جوشش در سطح خارجی لوله کنترل نموده و قسمت خط چین منحنی را به‌دست آورند.
رژیم‌های مختلف جوشش استخری در شکل زیر برای آب نمایش داده شده‌اند:

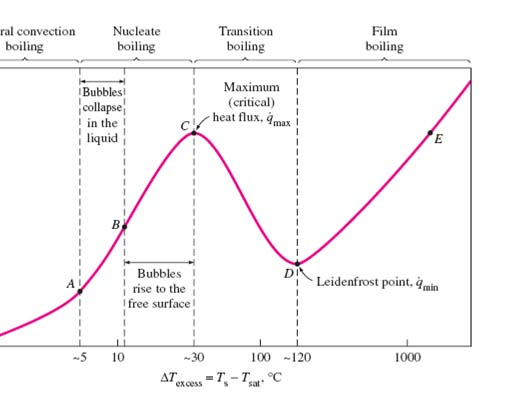
منحنی جوشش اب در فشار اتمسفر

مناطق مشخص شده درشکل را می‌توان به صورت زیر دسته‌بندی کرد:

### الف) جابجایی آزاد پیش از جوشش (Natural convection boiling)
پیش از رسیدن دمای اضافی به مقداری معین، انتقال حرارت در حالت زیر اشباع بوده و به وسیلهٔ جابجایی آزاد صورت می‌گیرد (قبل از نقطهA) که با ONB مشخص شده‌است. در این منطقه روابط مربوط به جابجایی طبیعی حاکم است و براساس هندسه شرایط می‌توان از روابط مربوط که در بخش جابجایی طبیعی استفاده نمود. برای محاسبه انتقال حرارت در این بخش کافی است که hرا داشته باشیم سپس از رابطه (q =h(TW − Tsat نرخ انتقال حرارت را به‌دست آوریم.
ب) جوشش هسته‌ای (Nucleate Boiling)
پس از عبور از نقطه A دمای کل مایع به دمای اشباع رسیده و در مجاورت سطح داغ سوپرهیت شده و حباب‌ها شروع به تشکیل می‌کنند اما از آنجایی که مایع هنوز در دمای اشباع است حباب‌ها در بین راه تقطیر شده و به سطح آزاد نمی‌رسند این امر، اختلاط قابل ملاحظه سیال را در نزدیکی سطح به وجود می‌آورد و دائماً باعث افزایشq و h می‌گردد. در این رژیم قسمت اعظم تبادل حرارت از سطح گرما دیده به مایع متحرک نزدیک سطح صورت می‌گیرد نه از طریق حباب‌های بالا آمده از سطح. با افزایش Te در حوالیTe,B محل‌های جوشش بیشتری فعال شده و افزایش تشکیل حبابها موجب ادغام آن‌ها شده و در نهایت این حباب‌های بخار تا فصل مشترک مایع – بخار با لا می‌آیند و در آنجا از بین می‌روند.
شدت حرارت ماکزیمم qmax  معمولاً حرارت بحرانی نامیده می‌شود. در این نقطه بخار زیادی تشکیل شده و بعضاً مانع تر شدن سطح داغ و مایع می‌گردد.
چون در جوشش هسته‌ای با دمای اضافی اندکی می‌توان به نرخ انتقال حرارت و ضریب جابجایی بالایی رسید، لذا کارکرد اغلب وسایل مهندسی در این رژیم مطلوب و مورد نظر است.
ج) جوشش انتقالی (جوشش ناپایدار فیلمی) (Transition Boiling)
در این رژیم که گاهی جوشش ناپایدار فیلمی نیز نامیده می‌شود، تشکیل حباب‌ها به قدری سریع است که فیلم یا پوشش بخار بر روی سطح گرمایش شروع به تشکیل می‌کند. در هر نقطه از سطح شرایط بین جوشش هسته‌ای و جوشش فیلمی نوسان می‌کند، ولی با افزایش Te قسمت اعظم از سطح توسط لایه بخار پوشانیده می‌شود. حرارت باید قبل از رسیدن به مایع و انجام فرایند جوش از این لایه بخار عبور کند و چون ضریب هدایت حرارتی بخار کمتر از مایع است، لذا مقدار حرارت منتقل شده کاهش می‌یابد.

### د) جوشش فیلمی (Film Boiling)
در نقطه D از منحنی جوشش که نقطه لیدنفراست( Leidenfrost)، نامیده می‌شود، شدت مقدار حرارت حداقل مقدار را داراست و سطح کاملاً با لایه بخار پوشانیده می‌شود

### پارامترهای مؤثر در جوشش استخری
1. شرایط سطح جامد
2. میدان جاذبه
3. تحت اشباع بودن مایع (اگر مایعی زیر دمای اشباع به‌طور دائمی به داخل یک سیستم جوشش تزریق شود سیستم را تحت اشباع می‌نامیم)

به‌طور کلی مراحل مختلف جوشش در شکل زیر قابل رویت است: